# Norrtulls sportklubb
Norrtulls Sportklubb är en svensk idrottsförening grundad 1926 på Norrmalm i centrala Stockholm. Föreningen bedriver verksamhet inom sporterna fotboll, bordtennis, innebandy, handboll, bandy och eSport och har sammanlagt 2600 aktiva spelare tillika medlemmar (2021). 